# Mont Nabemba
Le mont Nabemba est le point culminant de la république du Congo, avec environ 1 020 mètres d'altitude. Il se trouve à l'extrémité nord-ouest du Congo, dans une région très faiblement peuplée, à une cinquantaine de kilomètres de la ville de Souanké. Des gisements de minerai de fer sont situés à proximité.